# Thailand Ladies Masters
De Thailand Ladies Masters was een eenmalig golftoernooi in Thailand, dat deel uitmaakte van de Ladies Asian Golf Tour (LAGT). Het vond van 15 tot 17 februari 2005 plaats op de Phuket Country Club in Phuket.
Het werd georganiseerd onder de naam Phuket Thailand Ladies Masters. Dit toernooi was de eerste officiële toernooi van de LAGT. Het werd gespeeld in drie ronden (54-holes) en na de tweede ronde werd de cut toegepast.

## Winnares
| Jaar | Winnares          | Score | Score | Info |
| ---- | ----------------- | ----- | ----- | ---- |
| 2005 | Nontaya Srisawang | 213   | –3    |      |